# Кез (станція)
Кез (рос. Кез) — залізнична станція на залізниці Кіров-Перм Свердловської залізниці в Росії. Розташована безпосередньо на території села Кез Кезького району Удмуртії.

## Маршрути
- Поїзд 354 Адлер-Перм
- Поїзд 494 Новоросійськ-Перм[1]
- Поїзд 549 Анапа-Єкатеринбург
- Електрички Балезино-Перм та Іжевськ-Кез